# Jalen McDaniels

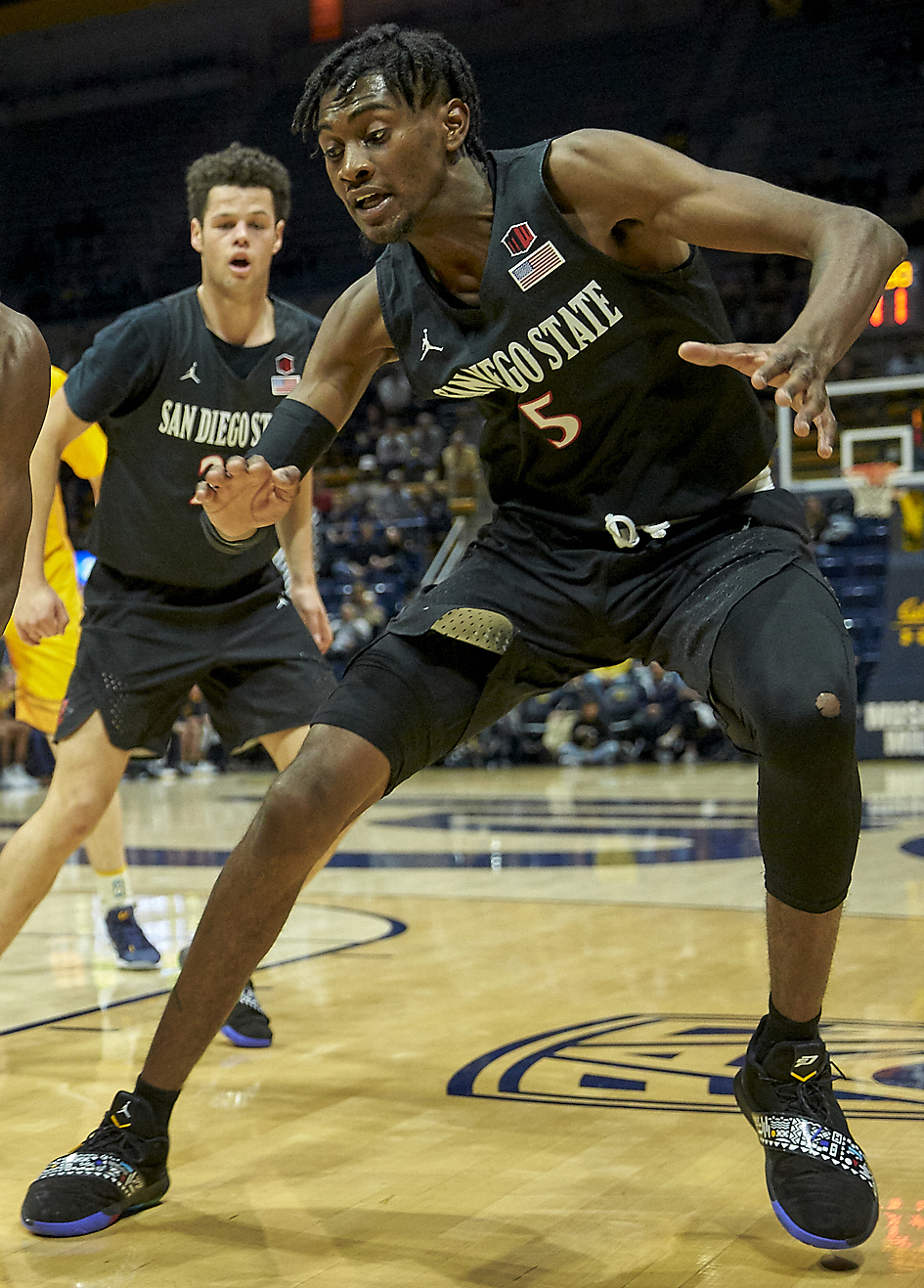
Jalen McDaniels, 2018.

Jalen Marquis McDaniels, född 31 januari 1998 i Seattle i Washington, är en amerikansk professionell basketspelare (SF) som spelar för New Orleans Pelicans i National Basketball Association (NBA). Han har tidigare spelat för Charlotte Hornets, Philadelphia 76ers, Toronto Raptors och Washington Wizards.
McDaniels draftades av Charlotte Hornets i andra rundan i 2019 års draft som 52:a spelare totalt.
Innan han blev proffs studerade McDaniels vid San Diego State University och spelade för deras idrottsförening San Diego State Aztecs.
Han är bror till Jaden McDaniels och kusin till Juwan Howard.